# Tænderne - et forsømt kapitel
|  | Denne artikel er oprettet af botten Steenthbot ud fra en ekstern database. Den kan derfor have sproglige fejl eller mangler. Denne skabelon kan fjernes efter kontrol af indholdet. |

Tænderne - et forsømt kapitel er en dansk oplysningsfilm fra 1966 instrueret af Kurt Hesselgren og Aksel Madsen efter deres manuskript.

## Handling
Børns tænder er ofte i en sørgelig forfatning, når de begynder i skole. Dette skyldes sukkerstoffernes skadelige indflydelse og mangelfuld tandbørstning. Som forebyggende behandling er tandbørsten det våben, der skal bruges - men de fleste bruger den forkert, for sjældent og for kort tid. Tænderne skal ikke alene børstes, de skal renses, og det skal undersøges, om de er blevet rene.